# Alan Pratt
Alan R. Pratt (nascido em 1953) é um Professor de Humanidades na Universidade Embry–Riddle. Ele é conhecido por sua pesquisa sobre niilismo existencial e sentido da vida.

## Obras
- Tales of Florida Fishes, Zane Grey's West Society, 2016 (contributing editor)
- The Critical Response to Andy Warhol, New York: Greenwood Press, 1997 (contributing editor)
- The Dark Side: Thoughts on the Futility of Life from the Ancient Greeks to the Present, New York: Citadel Press, 1994
- Black Humor: Critical Essays, New York: Garland Publishing, Inc., 1993 (contributing editor)